# Guvernoratul Ierihon
Guvernoratul Ierihon (Arabă: محافظة أريحا‎) este unul dintre guvernoratele Autorității Naționale Palestiniene, aflat în estul Cisiordaniei. Acesta se învecinează cu Marea Moartă la sud și cu Iordania la est. Guvernoratul se întinde de la vest la est, din munții Ramallah și pantele de est ale Ierusalimului, ajungând până la partea nordică a deșertului iudeu. Populația guvernoratului Ierihon este estimată la 31,501 locuitori, dintre care aproximativ 6,000 sunt refugiați palestinieni.
Agricultura este ocupația principală care susține economia districtului, cele mai bune zone cultivabile aflându-se lângă orașul Ierihon, capitala sa. Acesta este considerat cea mai veche așezare urbană din lume, având multe situri arheologice care atrag un număr mare de turiști.
Parcul Elishia este o oază din guvernoratul Ierihon, în care cresc o mare varietate de plante: orhidee, palmieri, bananieri și altă floră.

## Localități

### Orașe
- Ierihon

### Municipalități
- al-Auja
- al-Jiftlik

### Sate
- al-Fasa'il
- an-Nuway'imah
- Ein ad-Duyuk at-Tahta
- Ein ad-Duyuk at-Foqa
- az-Zubaidat

### Tabere de refugiu
- Aqabat Jaber
- Ein as-Sultan